# هيونداي بوني
هيونداي بوني هي أول سيارة كورية محلية أطلقت في عام 1975 صممها جيورجيو جيجيارو من شركة إيتلديزين، وتكنولوجيا الكهرباء كانت مقدمة من شركة ميتسوبيشي موتورز اليابانية، بدأ التصدير في العام التالي إلى الإكوادور وبعدها بفترة قصيرة إلى دول بنلوكس (تجمع اقتصادي في أوروبا الغربية يضم هولندا، بلجيكا ولوكسمبورغ). بلغت نسبة التصنيع المحلي للسيارة في ذلك الوقت أكثر من 85% في بداية تلك المرحلة. قدمت بوني 2 في عام 1982، وقد بلغت نسبة التصنيع المحلي في تلك المرحلة ما يقرب من 98%. وصلت سيارة اللإكسيل للولايات المتحدة عام 1986، وكندا 1987 محل البوني.